# Giải thưởng Trần Đại Nghĩa
Giải thưởng Trần Đại Nghĩa là giải thưởng của Viện Hàn lâm Khoa học và Công nghệ Việt Nam nhằm khích lệ và tôn vinh các nhà khoa học có thành tựu xuất sắc nhất về khoa học tự nhiên và công nghệ; trực tiếp tổ chức triển khai ứng dụng các kết quả đó để đóng góp vào sự nghiệp phát triển kinh tế, xã hội và đảm bảo an ninh - quốc phòng của đất nước.

## Lịch sử
Nhằm ghi nhận và biểu dương những cống hiến trong suốt cuộc đời lao động khoa học của giáo sư Trần Đại Nghĩa, ngày 16 tháng 11 năm 2015, Chủ tịch Viện Hàn lâm Khoa học và Công nghệ Việt Nam ra Quyết định số 1883/QĐ-VHL về việc Ban hành Quy chế giải thưởng Trần Đại Nghĩa.

## Quy chế của giải thưởng
Các nhà khoa học người Việt Nam và nước ngoài đã hoàn thành hoặc đang chủ trì các công trình nghiên cứu xuất sắc thuộc các lĩnh vực khoa học tự nhiên, được công bố trên các tạp chí khoa học quốc tế có uy tín hoặc được cấp bằng phát minh, bằng độc quyền sáng chế trong và ngoài nước; đã tổ chức triển khai ứng dụng các công trình đó ở Việt Nam; đã có đóng góp hoặc có triển vọng đóng góp đem lại hiệu quả lớn về kinh tế - xã hội và an ninh quốc phòng cho đất nước. Mỗi lần trao tặng không quá 3 Giải thưởng, mỗi Giải thưởng không quá 3 người.

## Các lĩnh vực xét tặng
Các lĩnh vực khoa học tự nhiên và công nghệ bao gồm:
a)    Toán học
b)    Cơ học
c)    Khoa học thông tin và khoa học máy tính
d)    Vật lý học
e)    Hóa học
f)    Khoa học sự sống
g)    Khoa học Trái Đất.

## Giải thưởng các năm
Giải thưởng được trao tặng vào dịp kỷ niệm ngày thành lập Viện Hàn lâm Khoa học và Công nghệ Việt Nam và Ngày Khoa học và Công nghệ Việt Nam (ngày 20 tháng 5 hàng năm) và trao lần đầu tiên vào năm 2016.
| Lần | Năm  | Tên                                                                                    | Đơn vị công tác                                                                                  | Công trình | Chú thích         |
| --- | ---- | -------------------------------------------------------------------------------------- | ------------------------------------------------------------------------------------------------ | --- | ----------------- |
| 1   | 2016 | tiến sĩ Vũ Đức Lợi Tiến sĩ Nguyễn Văn Tuấn                                             | Viện Hóa học (Viện Hàn lâm Khoa học và Công nghệ Việt Nam) Công ty Cổ phần thương mại Thái Hưng. | Công nghệ sản xuất tinh quặng sắt, thép và vật liệu xây dựng không nung từ bùn đỏ | [ 2 ] [ 3 ] [ 4 ] |
| 1   | 2016 | Giáo sư, tiến sĩ khoa học Hoàng Thủy Nguyên cố Giáo sư, tiến sĩ khoa học Đặng Đức Trạc | Viện Vệ sinh Dịch tễ Trung ương                                                                  | Ứng dụng công nghệ tiên tiến sản xuất vắc xin phòng bệnh cho người | [ 2 ] [ 3 ] [ 4 ] |
| 2   | 2019 | GS Lê Trần Bình PGS Đinh Duy Kháng TS Trần Xuân Hạnh                                   |                                                                                                  | Nghiên cứu xây dựng quy trình công nghệ sản xuất vắcxin cúm gia cầm A/H5N1 ở Việt Nam. Việt Nam đã đủ khả năng sản xuất Vắc-xin cúm gia cầm H5N1 đạt chất lượng sử dụng ở quy mô công nghiệp, bảo đảm cung cấp một phần Vắc-xin, tiến tới sản xuất thay thế hoàn toàn Vắc-xin nhập khẩu. | [ 5 ]             |
| 2   | 2019 | TS Nguyễn Văn Thao PGS Đoàn Đình Phương TS Lê Văn Thụ                                  |                                                                                                  | Nghiên cứu tổ hợp vật liệu đặc chủng phục vụ chế tạo bộ hỗ trợ chiến đấu cho người lính và lõi đạn xuyên động năng 85mm. Các sản phẩm này còn được phát triển khả năng ngụy trang, ngăn chặn và phát hiện kịp thời, bảo vệ người lính khỏi vũ khí hoá học, sinh học. | [ 5 ]             |
| 2   | 2019 | PGS Trịnh Văn Tuyên TS Nguyễn Thế Đồng KSC Mai Trọng Chính                             |                                                                                                  | Nghiên cứu và phát triển công nghệ xử lý chất thải nguy hại công nghiệp và y tế | [ 5 ]             |
| 2   | 2019 | GS Nguyễn Thị Lang                                                                     | Viện Nghiên cứu nông nghiệp công nghệ cao đồng bằng sông Cửu Long                                | Nghiên cứu chọn tạo giống lúa phục vụ Đồng bằng sông Cửu Long. Các công trình nghiên cứu khoa học chuyên sâu của bà về bản đồ di truyền cây lúa, chọn giống cây trồng mang ý nghĩa thực tiễn cao, đóng góp thiết thực vào sự phát triển sản xuất lúa gạo trong nước và nâng cao vị trí ngành sản xuất lúa gạo Việt Nam trên thế giới. GS Nguyễn Thị Lang là nhà khoa học nữ đầu tiên được vinh danh trong Giải thưởng Trần Đại Nghĩa. | [ 5 ]             |